# アン・グラハム
アン・グラハム・ロッツ（英語:Anne McCue Graham Lotz、1948年5月21日）は、福音伝道者ビリー・グラハムと夫人ルース・グラハムの間にアメリカ合衆国で生まれた。アンはダニエル・ロッツと1966年に結婚した。ダニエル・ロッツ氏は2015年8月19日に天に召された。ロッツ夫妻には3人の子供がいる。

## ミニストリー
自身が始めたAnGeLミニストリーがある。

## 著書
アンには11冊著書があるが日本語には訳されていない。
その一部
- 『Expecting to See Jesus』Zondervan (2011)
- 『Fixing My Eyes on Jesus』Zondervan (2013)
- 『Wounded by God’s People』Zondervan (2013)
- 『The Daniel Prayer』Zondervan (2016)

子供向けの本
- 『Heaven: God’s Promise for Me』Zonderkidz (2014)